# Италианска Източна Африка
Колонията Италианска Източна Африка (на италиански: Africa Orientale Italiana) е административно-териториално образувание, обединило през 1936—1941 г. всички колониални владения на Кралство Италия (1861—1946) в Източна Африка — Етиопия, Италианска Еритрея и Италианска Сомалия.

## История
Италианска Източна Африка е образувана след завладяването от италианските войски на Етиопия на 1 юни 1936 г. по време на Втората италианско-етиопска война. През 1940 г. в състава на колонията е включена и завладяната от италианците Британска Сомалия. Разпада се през април-май 1941 г., с настъплението на британските войски от Кения и освобождението на 6 април на столицата на Етиопия Адис Абеба. Формално прекратява съществуването си на 27 ноември 1941 г. след овладяването на Гондар — последният град под италиански контрол. Остатъците от италианските войски водят партизанска вийна, приключила окончателно до октомври 1943 г.

## Административно деление
С кралски указ от 1 юни 1936 г. Италианска Източна Африка е разделена на 5 губернаторства. Столица на вицекралството става Адис Абеба. На 1 ноември 1938 г. от територията, подчинена непосредствено на Адис Абеба и част от териториите на съседните губернаторства е образувано шесто губернаторство — Шоа. Губернаторствата Амхара, Гала-Сидама, Харар и Шоа образуват Италианска Етиопия (част от етиопските земи са дадени на Еритрея и Сомалия).
Всяко губернаторство се управлява от губернатор с помощта на губернаторски съвет (Consiglio di Governo), членовете на който са най-висшата власт на територията на губернаторството. Губернаторствата се деляли на губернски комисариати (Commissariati di Governo), управлявани от губернаторски комисари (Commissario di Governo), подпомагани от вицекомисари.
| Название    | Италианско име | Столица    | Население | Абревиатура |  |
| ----------- | -------------- | ---------- | --------- | ----------- |  |
| Амхара      | Amara          | Гондар     | 2.000.000 | AM          |  |
| Еритрея     | Eritrea        | Асмара     | 1.000.000 | ER          |  |
| Харар       | Harar          | Харар      | 1.300.000 | HA          |  |
| Гала-Сидама | Galla e Sidama | Джима      | 1.600.000 | GS          |  |
| Шоа         | Scioà          | Адис Абеба | 300.000   | SC          |  |
| Сомалия     | Somalia        | Могадишу   | 1.300.000 | SOM         |  |

## Вицекрале и генерал-губернатори на Италианска Източна Африка
- Пиетро Бадолио (9 май 1936 — 11 юни 1936)
- Родолфо Грациани (11 юни 1936 — 21 декември 1937)
- Амадей Савойски-Аоста (21 декември 1937 — 19 май 1941)
- Пиетро Гацера (23 май 1941 — 6 юли 1941)
- Гулиелмо Нази (6 юли 1941 — 27 ноември 1941)